# Helliconia - primăvara
Helliconia - primăvara (1982) (titlu original Helliconia Spring) este un roman science fiction scris de Brian Aldiss. Este prima carte din trilogia Helliconia, o cronică epică a ridicării și căderii civilizației de-a lungul a o mie de ani, pe măsură ce planeta Helliconia trece prin anotimpurile sale incredibil de lungi, care durează secole. Acțiunea romanului prezintă sfârșitul iernii și începutul primăverii.

## Intriga
Către sfârșitul iernii helliconiene, În provincia Campannlat, micul Yuli iese la vânătoare împreună cu tatăl său. Acesta din urmă este capturat de phagori, stăpânii absoluți ai iernii, iar băiatul se refugiază în peștera Pannoval. Aceasta este un loc străvechi, reședință a preoților zeului Akha, dușmanul de moarte al zeului exteriorului, Wutra. Folosind galeriile din munte și înfruntând mânia viermelui lui Wutra - o larvă gigantică pe care venirea primăverii o va transforma într-o gigantică insectă zburătoare - Yuli evadează împreună cu alți colegi de suferință.
Ajungând pe cealaltă pantă a muntelui, Yuli se stabilește în satul Embruddock. Datorită cunoștințelor superioare dobândite în timp ce era preot în Pannoval, Yuli ajunge stăpânul satului, al cărui nume va fi schimbat de urmașii săi în Oldorando.
Oldorando se află pe malul unui lac uriaș, pe amplasamente unei așezări străvechi, cu turnuri uriașe de piatră, încălzire centrală bazată pe apele fierbinți ale gheizerului Fluierătorul Orelor, templul unui Wutra bătrân care seamănă cu un phagor și o fortificație pe care urmașii lui Yuli o repară. La adăpostul acestei fortărețe, oamenii resping un atac masiv al phagorilor, omorându-le conducătorul. Rudele khzanului ucis adună o armată uriașă și pornesc din Sibornal - un ținut îndepărtat și înghețat - pentru a-l răzbuna.
În restul romanului, Aldiss prezintă istoria așezării Embruddock, acum Oldorando, cu luptele sale pentru putere și cunoaștere. Aceasta din urmă, purtată în marea majoritate de femei, realizează o Academie, studiind creșterea și descreștea santinelei Freyr, precum și problema astronomică a ciclurilor anotimpurilor.
Sutele de mii de phagori care au pornit din Sibornal în marea invazie ajung sclavii oamenilor din Oldorando. Apusul dominației phagorilor și începutul dominației oamenilor se dovedește a fi unul din numeroasele elemente care prevestesc intrarea Helliconiei în anotimpul primăverii.

## Premii
Romanul a fost recompensat cu premiul memorial John W. Campbell.